# Marcipalina pustulata
Marcipalina pustulata là một loài bướm đêm trong họ Erebidae.